# Mani Soleymanlou
Mani Soleymanlou, né en 1982, est un comédien, dramaturge et metteur en scène québécois d'origine iranienne. Il est depuis 2021 le directeur artistique du Théâtre français du Centre national des Arts.

## Biographie
Mani Soleymanlou, né en Iran, vit à Paris, à Toronto et à Ottawa avant de s'établir à Montréal. L'Irano-Québécois  est diplômé de l'École nationale de théâtre du Canada en 2008. En 2011, il fonde la compagnie de création théâtrale Orange Noyée, où il écrit et met en scène. Il est présentement le directeur artistique et général d'Orange Noyée. Le 1er septembre 2021, il a pris la relève de Brigitte Haentjens à la direction artistique du Théâtre français (TF) du Centre national des Arts.

## Thématique et esthétique
Dans la trilogie Un, Deux et Trois, Mani Soleymanlou aborde la question d'identité, tentant de décrire l'Iranien dans Un, se confrontant à un Québécois dans Deux et abordant le thème de la diversité dans Trois. Dans Un, il s'interroge s'il peut se dire Iranien comme il a quitté sa patrie jeune et qu'il connaît si peu la jeunesse iranienne actuelle. Dans les pièces Ils étaient quatre, Cinq à sept et Huit, il explore les interactions sociales. Huit met en scène une bande d'artistes où chacun souhaite lier sa propre histoire à la grande histoire, dont la forme à la fois création collective et pièce d'auteur, entre réalité et fiction, réfléchit sur le rôle du créateur dans une société individualisée et de la polarisation des idées. Neuf (titre provisoire), est la plus existentialiste de son répertoire. Avec la complicité de ses interprètes, l'auteur y aborde la vieillesse et la mort, voire la finitude. Zéro est un solo, qui dénonce les excès et les dérives et qui plaide pour un vivre ensemble plus harmonieux. « Dix », présenté une fois seulement, est un épilogue de « Zéro », dans lequel dix artistes ont écrit des compositions originales qu’ils ont livrées eux-mêmes sur scène. Chacun et chacune, à leur manière, tentant de répondre à la question : Et si je pouvais tout recommencer, tout repenser et repartir à zéro, qui serai-je aujourd’hui ? Qu’est-ce que j’en ferais de cette remise à zéro?

## Filmographie

### Cinéma
- 2010 : Gerry d'Alain DesRochers : cameraman
- 2011 : Boucherie Halal de Babek Aliassa : Hedi
- 2013 : La petite reine d'Alexis Durand-Brault : agent Wada
- 2014 : Nouvelles, nouvelles d'Olivier Godin : le curé
- 2015 : Enragés d'Éric Hannezo : l'homme accident
- 2018 : Malek de Guy Édoin : Réza
- 2018 : À tous ceux qui ne me lisent pas de Yan Giroux : Martin
- 2019 : La Femme de mon frère de Monia Chokri : Jasmin
- 2024 : Une langue universelle de Matthew Rankin : Iraj Bilodeau
- 2024 : Mlle Bottine d'Yan Lanouette Turgeon : Paul
- 2025 : Deux Femmes en or de Chloé Robichaud :

### Télévision
- 2009 : Les hauts et les bas de Sophie Paquin : policier
- 2010 : Les Rescapés : Fabrice
- 2015-2018 : Marche à l'ombre : Ahmed Fhougali
- 2016 : Connexion en cours : Mani
- 2016-2020 : Madame Lebrun : père Fabien
- 2016 : O' : Dr Nazem
- 2017 : En famille : Karim
- 2018 : Hubert et Fanny : Yaniss
- 2018 : Lâcher prise : Hakim
- 2019 : La Faille : Dave Bélanger
- 2020-2022 : C'est comme ça que je t'aime : Robert « Coco » Bédard
- 2020 : M'entends-tu? : Frank
- 2020 : Épidémie : Dr Quentin Buis
- 2021 : Survivre à ses enfants : Kamyar
- 2021 : Virage : Tristan
- 2023 : L'aventure du Monde des mondes : oncle Dimitri
- 2023 : Avant le crash : Patrick
- 2024 : In Memoriam : Victor

## Théâtre

### Comédien
- 2008 : La Fausse Malade : Dr Onestie
- 2010 : Projet Andromaque : Phoenix
- 2011 : Terrorisme : homme
- 2011 : Rouge Gueule : Bamoko
- 2011 : Les pieds des anges : Jean Paul et autres
- 2011 : Dragonfly Of Chicoutimi : Gaston Talbot
- 2011 : L'Affiche : Saïd, soldat Samuel, journaliste
- 2012 : Ce moment-là : Finn
- 2012 : Opéra de Quat'Sous : homme
- 2012 : Nathan : Janvier
- 2012-2014 : Un : Mani
- 2013 : Deux : Mani
- 2013 : Furieux et désespérés : Mani
- 2014 : Trois : Mani
- 2014 : Opening night : Tony et Gus
- 2014 : GlenGarry Glen Ross : George Aaronow
- 2014 : Variation sur un temps
- 2015 : Ils étaient quatre
- 2015 : Les trois Mousquetaires : Planchet
- 2016 : Les lettres arabes 2
- 2016 : Terminus d'Olivier Choinière : Mani
- 2016 : Poésie, sandwich et autres soirs qui penchent : invité
- 2016-2018 : L'Orangeraie : Mani
- 2017 : Huit
- 2019 : Consentement : Tim
- 2019 : Zéro
- 2021 : 2042 : maître de cérémonie[12]
- 2022 : Un. Deux. Trois. : Mani[13]

### Écriture et mise en scène
- 2012 : Un, publié aux éditions L'instant même
- 2013 : Deux
- 2014 : Trois, publié aux éditions L'instant même
- 2015 : Ils étaient quatre, publié aux éditions L'instant même
- 2015 : Cinq à sept
- 2016 : Les lettres arabes 2
- 2017 : Huit
- 2017 : Le Wild West Show de Gabriel Dumont : mise en scène[14]
- 2018 : Neuf (titre provisoire)[15], publié aux éditions Le Quartanier
- 2018 : Dix
- 2019 : Zéro, publié aux éditions Le Quartanier
- 2021 : 2042 : direction artistique[12]
- 2022 : Un. Deux. Trois.[13]

## Distinctions
- 2013 : Prix interprétation, Prix de la Critique pour la pièce Un
- 2014 : Prix théâtre, Grand Prix du Conseil des arts de Montréal